# Cupressus macrocarpa
Cupressus macrocarpa är en cypressväxtart som beskrevs av Karl Theodor Hartweg och George Gordon. Cupressus macrocarpa ingår i släktet cypresser, och familjen cypressväxter. IUCN kategoriserar arten globalt som sårbar. Inga underarter finns listade i Catalogue of Life.

## Bildgalleri

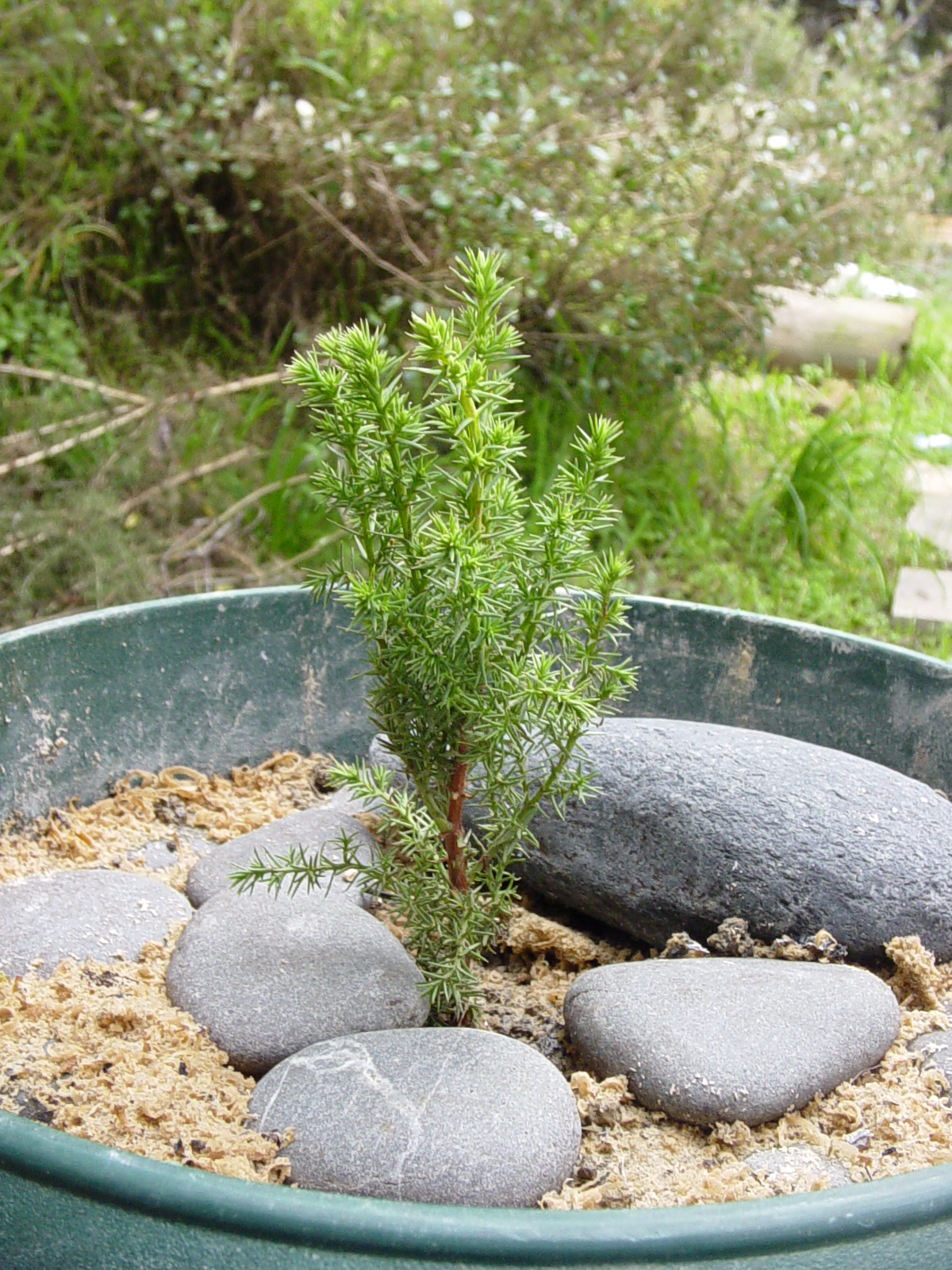
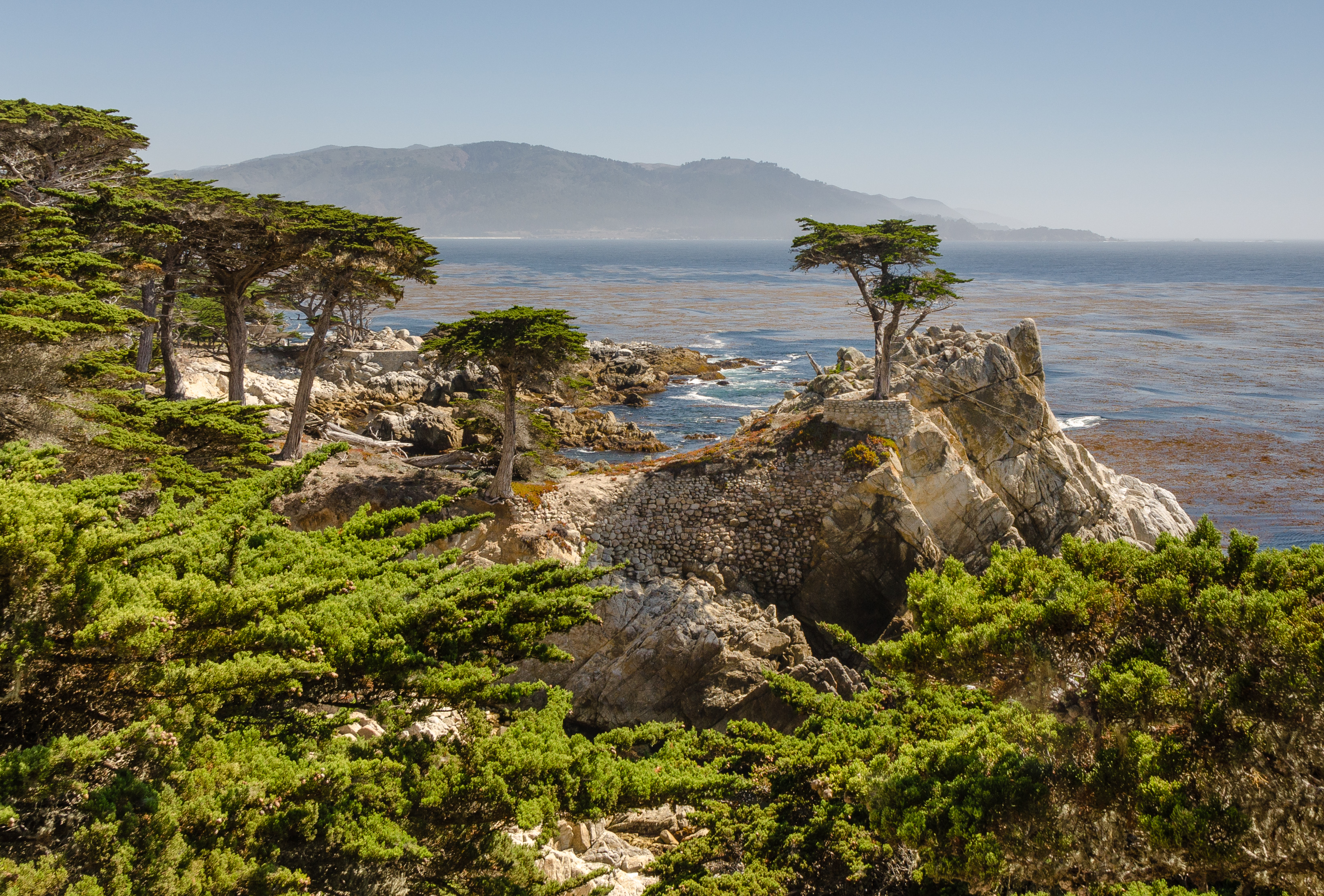
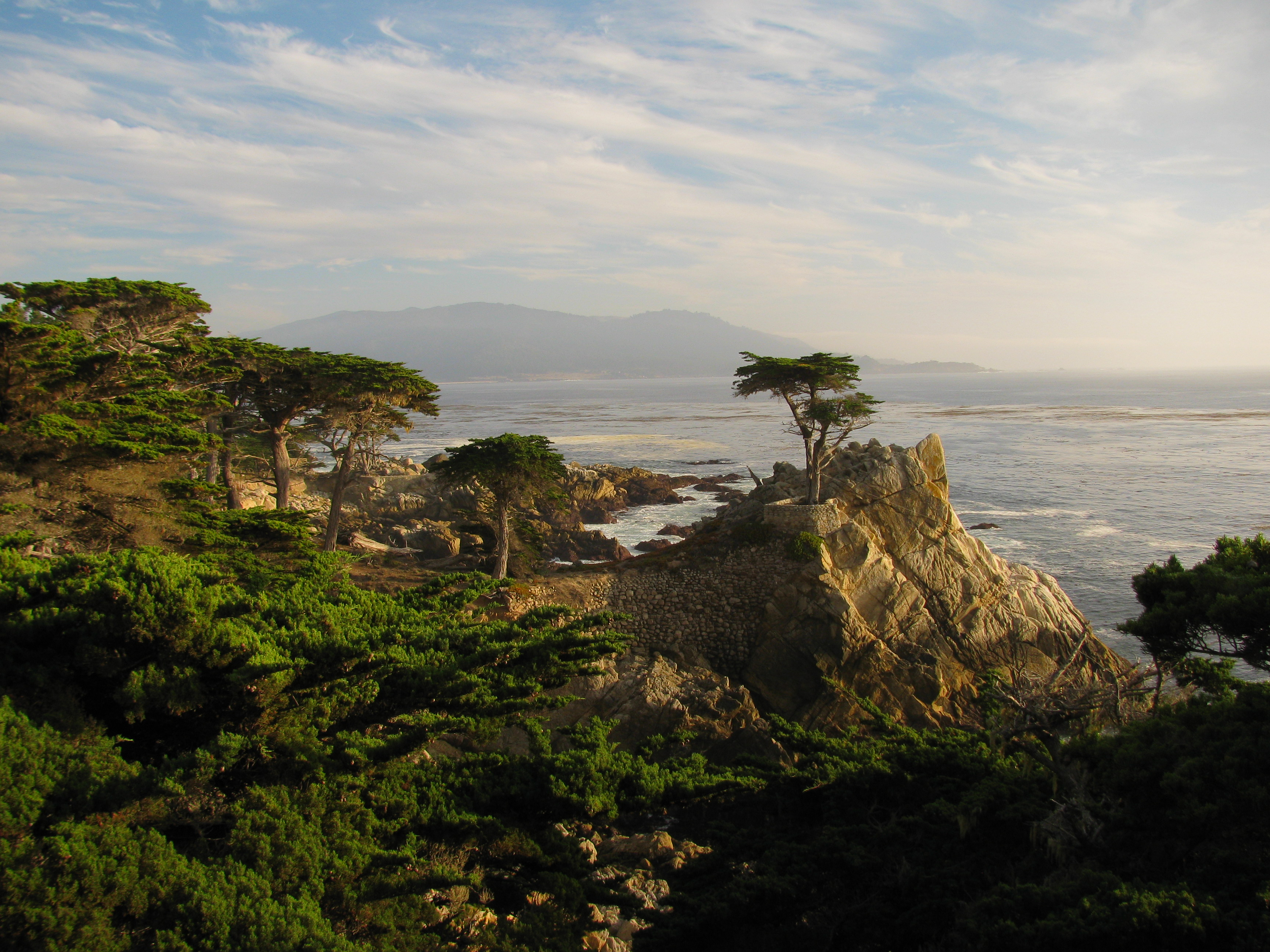
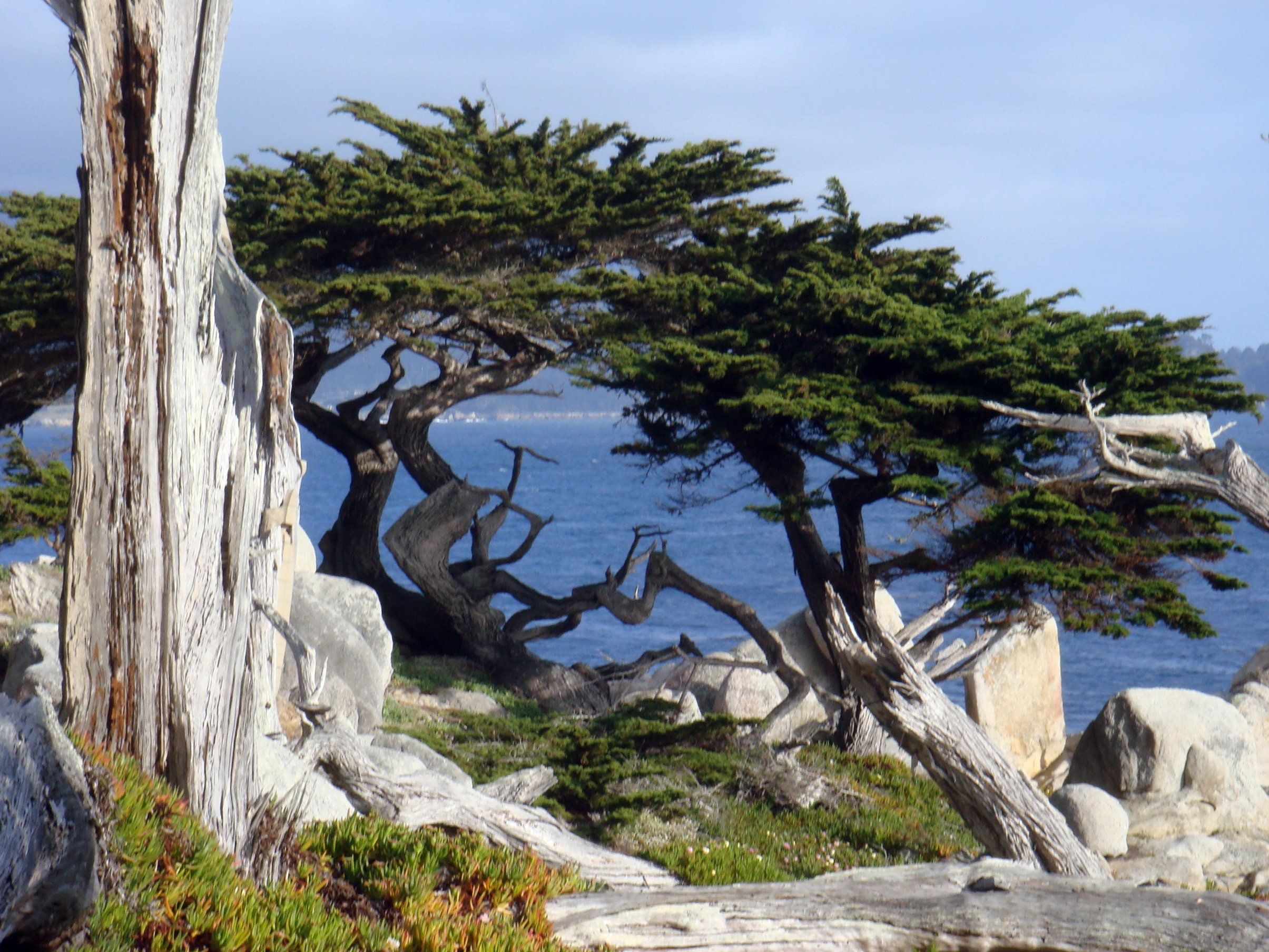
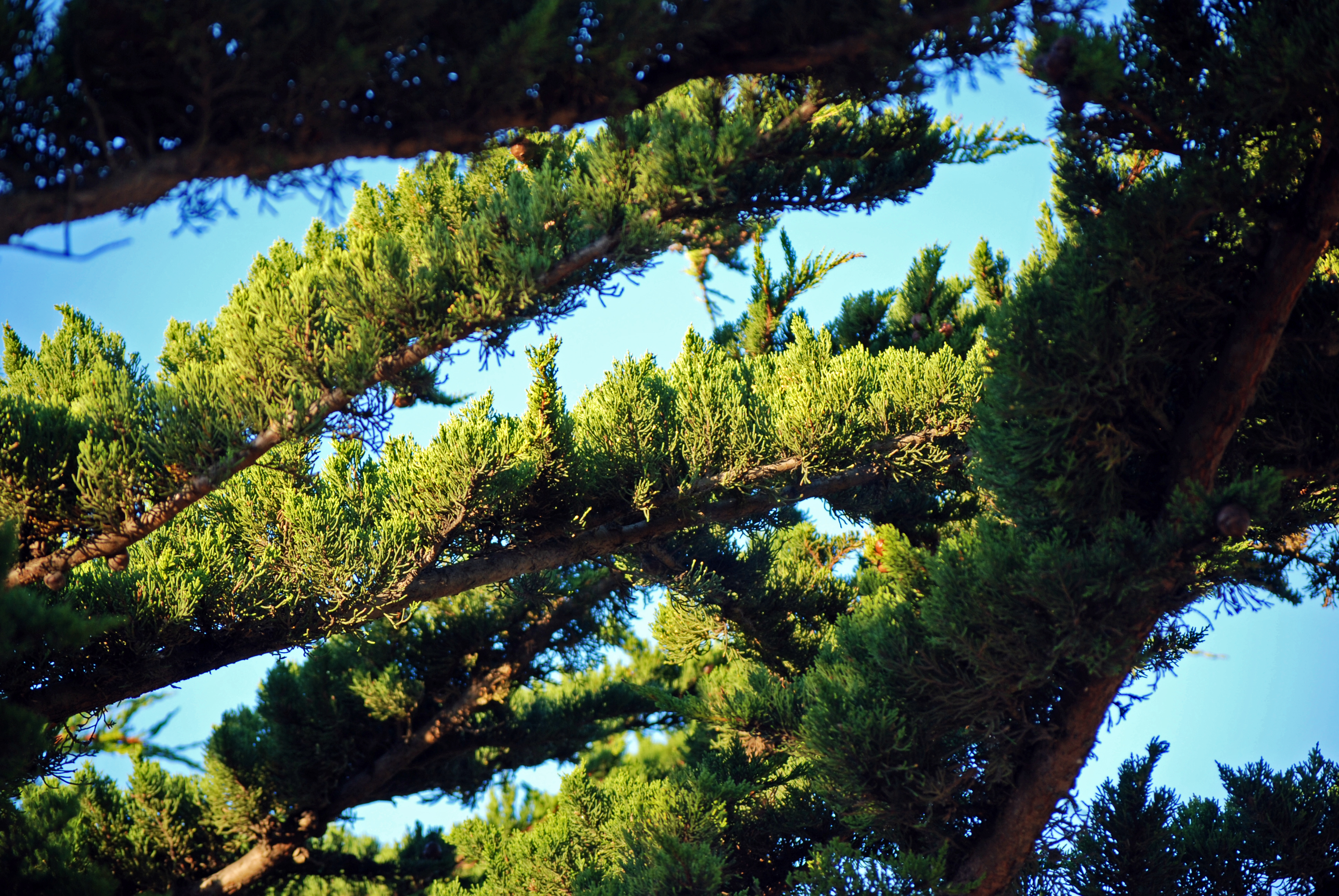
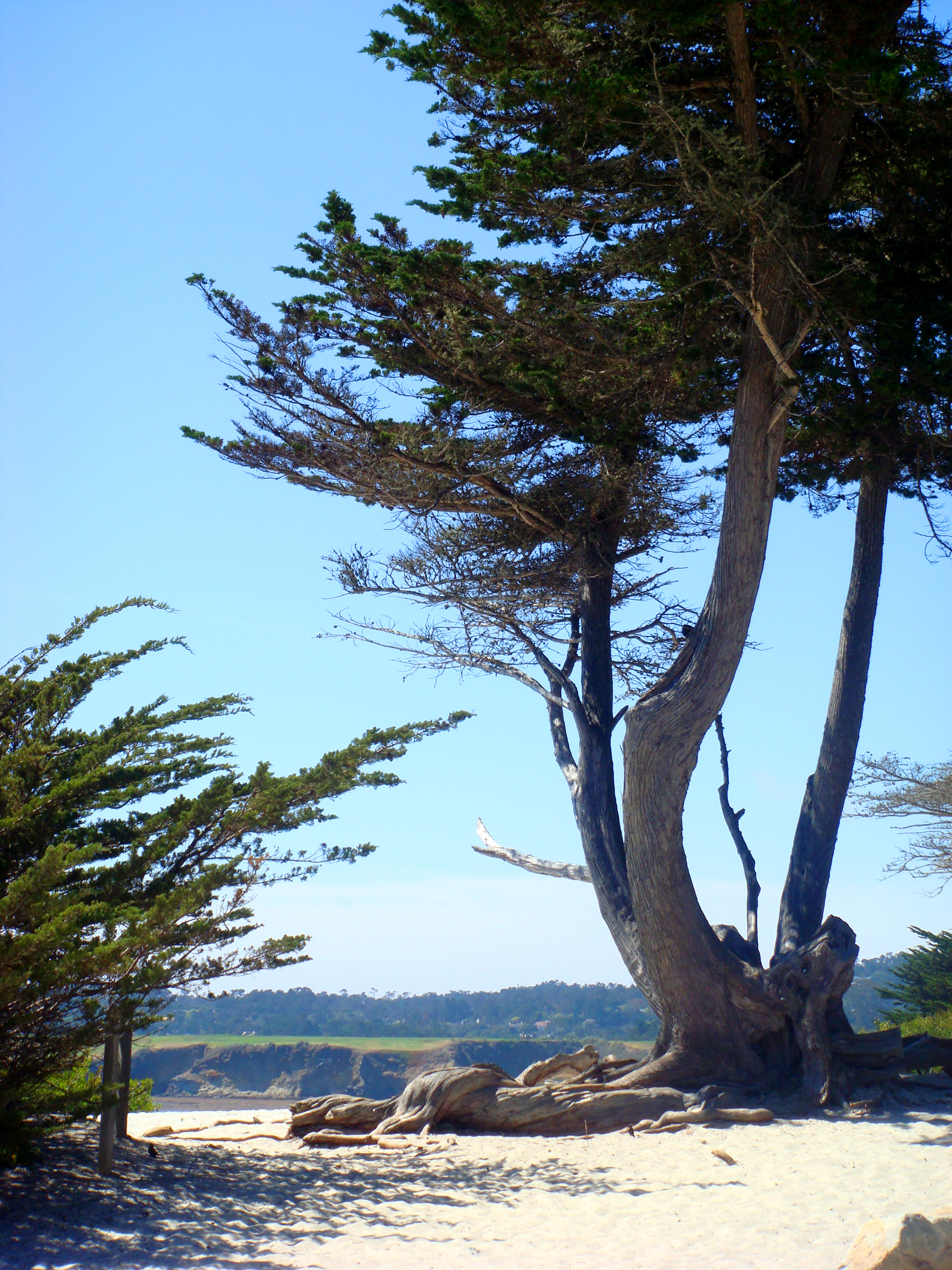